# Treskovitsi
Treskovitsi (en rus: Тресковицы) és un poble de l'óblast de Leningrad, a Rússia, que el 2017 tenia 149 habitants, pertany al districte de Vólossovo.